# Дампф бира
Дампф бира (на немски: Dampfbier, от Dampf – „пара“), известна и като Баварска парна бира, е традиционна баварска бира, която се произвежда в югоизточната част на Бавария, до границата с Чехия.

## История и технология
Дампф бирата е регионален стил бира, възникнал преди векове, когато този район е един от най-бедните региони на Бавария и пшеницата е твърде ценна, за да се похабява за варене на бира. Ето защо пивоварите използвали само ечемичен малц, както и местни сортове хмел. За ферментация използвали мая за вайс бира. Така че това е единствената ечемичена бира, произведена с дрожди за ферментация на пшенична бира. В миналото, след завършване на ферментацията при стайна температура, което продължавало от два до три дни, бирата се прехвърляла в дървени бъчви за отлежаване в изби, вкопани дълбоко в хълмовете и скалите. Производството на дампф бира заглъхва в началото на 20 век, но се възражда отново през втората половина на века.
Дампф бирата е ейл със средна плътност, с дълбоко златист до светлокехлибарен цвят, получен от висококачествени светли и леко карамелизирани малцове. При наливане в чаша прилича на светъл виенски лагер. Бирата ферментира с дрожди за вайс бира при температури над 21 градуса, което придава на бирата леко фенолен послевкус. Дампф бирата се вари основно през лятото. Доколкото бирата се вари при висока температура, на повърхността ѝ се образуват пяна и мехурчета, създаващи визуален ефект на кипяща вода. Поради това бирата получава и името си – „парна“ или „кипяща“ бира.
Дампф бирата трябва да се различава от американската „парна бира“, известна и като „калифорнийска обикновена бира“. Баварската парна бира е ейл, докато калифорнийската е лагер бира.

## Търговски марки
Типични търговски марки в този стил са: Zwiesel Dampfbier, Borbecker Helles Dampfbier, Maisels Dampfbier, Altes Tramdepot Dampfbier, Schell Anniversary № 3 – Bavarian Forest Dampfbier, Gordon Biersch Dampfbier, Phantom Canyon Dampfbier Bavarian Mountain Ale.